# Consenso de Copenhague
El consenso de Copenhague es un proyecto iniciado en 2004 destinado a establecer prioridades para avanzar en el bienestar de la humanidad sobre la base de la teoría de la economía del bienestar, a iniciativa de Bjørn Lomborg, autor de El ecologista escéptico y director del Instituto de Evaluación del Medio Ambiente de Dinamarca. El proyecto inicial está apoyado financieramente por el Gobierno danés y la revista The Economist .
Los expertos que participaron en el consenso de Copenhague son los ganadores del Premio Nobel de Economía Robert Fogel, Douglass North, Thomas Schelling, Vernon L. Smith y especialistas como Bruno Frey, Justin Yifu Lin, Jagdish Bhagwati o Nancy Stokey.
Las prioridades y las soluciones propuestas conciernen al calentamiento global, las enfermedades infecciosas, las guerras, la educación, la crisis financiera, la corrupción gubernamental, la lucha contra la malnutrición y el hambre, la migración humana, el saneamiento, en particular del agua, las subvenciones y las barreras aduaneras. Los resultados obtenidos en 2004, han sido actualizados en 2006 y 2008.